# Cryptospira
Cryptospira là một chi ốc biển, là động vật thân mềm chân bụng sống ở biển trong họ Marginellidae, họ ốc mép.

## Các loài
According to the Cơ sở dữ liệu sinh vật biển (WoRMS), the following species with valid names are gồm cód withtrong genus Cryptospira:
- Cryptospira bridgettae Wakefield, 2010
- Cryptospira cloveriana Wakefield, 2010
- Cryptospira dactylus (Lamarck, 1822)
- Cryptospira elegans (Gmelin, 1791)
- Cryptospira fischeri (Bavay, 1903)
- Cryptospira glauca Jousseaume, 1875
- Cryptospira grisea (Jousseaume, 1917)
- Cryptospira immersa (Reeve, 1865)
- Cryptospira mccleeryi Wakefield, 2010
- Cryptospira onychina (A. Adams & Reeve, 1850)
- Cryptospira praecallosa (Higgins, 1876)
- Cryptospira quadrilineata (Gaskoin, 1849)
- Cryptospira sabellii Cossignani, 2006[3]
- Cryptospira scripta (Hinds, 1844)
- Cryptospira strigata (Dillwyn, 1817)
- Cryptospira trailli (Reeve, 1865)
- Cryptospira tricincta (Hinds, 1844)
- Cryptospira ventricosa (G. Fischer, 1807)
- Cryptospira wallacei Wakefield, 2010

Các loài được đưa vào đồng nghĩa
- Cryptospira angustata (G.B. Sowerby, 1846): đồng nghĩa của Volvarina angustata (G.B. Sowerby, 1846)
- Cryptospira caducocincta (May, 1916): đồng nghĩa của Mesoginella caducocincta (May, 1916)
- Cryptospira loebbeckeana (Weinkauff, 1878): đồng nghĩa của Cryptospira praecallosa (Higgins, 1876)
- Cryptospira mabellae (Melvill & Standen, 1901): đồng nghĩa của Prunum mabellae (Melvill & Standen, 1901)
- Cryptospira martini Petit, 1853: đồng nghĩa của Prunum martini (Petit, 1853)
- Cryptospira olivella (Reeve, 1865): đồng nghĩa của Mesoginella olivella (Reeve, 1865)
- Cryptospira quiquandoni Cossignani, 2006[4]: đồng nghĩa của Cryptospira immersa (Reeve, 1865)
- Cryptospira rubens (Martens, 1881): đồng nghĩa của Prunum rubens (Martens, 1881)
- Cryptospira verreauxi Jousseaume, 1875: đồng nghĩa của Volvarina verreauxi (Jousseaume, 1875)